# Комітет Верховної Ради України
Коміте́т Верховної Ради України — орган Верховної Ради України, який утворюється з числа народних депутатів України для здійснення за окремими напрямами законопроєктної роботи, підготовки і попереднього розгляду питань, віднесених до повноважень Верховної Ради України, виконання контрольних функцій.
Верховна Рада України кожного скликання затверджує кількість комітетів, їх
назви та предмети відання, установлює мінімальну та максимальну кількість осіб, які можуть
входити до складу одного комітету.
Персональний склад комітетів формується Верховною Радою України нового скликання шляхом обрання голів, перших заступників, заступників голів, секретарів і членів комітетів. Обрання народних депутатів України до складу комітетів здійснюється на основі пропозицій депутатських фракцій, внесених з дотриманням квот, визначених Регламентом Верховної Ради. Якщо кількість членів депутатської фракції у Верховній Раді України дорівнює кількості комітетів або є більшою ніж кількість комітетів, депутатські фракції направляють не менш ніж по одному представнику до кожного комітету Верховної Ради України.
Голови комітетів, перші заступники, заступники та секретарі комітетів не можуть бути одночасно керівниками депутатських фракцій. Голова комітету, його перший заступник та секретар комітету не можуть бути членами однієї фракції. До складу комітетів не можуть бути обрані Голова Верховної Ради України, Перший заступник і заступник Голови Верховної Ради України.

## Історія
До 1997 р. у Верховній Раді діяли постійні комісії, які на вимогу прийнятої Конституції України (ст. 89 та п. 1 розділу XV) були перетворені в відповідні комітети.

### Верховна Рада України І скликання
У І скликанні працювали 23 комісії:
| Назва комісії                                                                                           | Кількісний склад |
| --- | ---------------- |
| мандатна і з питань депутатської етики                                                                  | ?                |
| | ?                |
| у закордонних справах                                                                                   | ?                |
| у питаннях законодавства і законності                                                                   | ?                |
| з питань правопорядку та боротьби із злочинністю                                                        | ?                |
| з питань державного суверенітету, міжреспубліканських і міжнаціональних відносин                        | ?                |
| у питаннях діяльності Рад народних депутатів, розвитку місцевого самоврядування                         | ?                |
| з питань планування, бюджету, фінансів і цін                                                            | ?                |
| з питань економічної реформи і управління народним господарством                                        | ?                |
| з питань розвитку базових галузей народного господарства                                                | ?                |
| з питань будівництва, архітектури та житлово-комунального господарства                                  | ?                |
| з питань агропромислового комплексу                                                                     | ?                |
| з питань відродження та соціального розвитку села                                                       | ?                |
| у питаннях соціальної політики та праці                                                                 | ?                |
| у питаннях екології та раціонального природокористування                                                | ?                |
| з питань Чорнобильської катастрофи                                                                      | ?                |
| з питань здоров'я людини                                                                                | ?                |
| з питань народної освіти і науки                                                                        | ?                |
| з питань культури та духовного відродження                                                              | ?                |
| у справах жінок, охорони сім'ї, материнства і дитинства                                                 | ?                |
| у справах ветеранів, пенсіонерів, інвалідів, репресованих, малозабезпечених і воїнів-інтернаціоналістів | ?                |
| у справах молоді                                                                                        | ?                |
| у правах людини                                                                                         | ?                |
| з питань гласності та засобів масової інформації                                                        | ?                |

### Верховна Рада України II скликання
У II скликанні працювали 23 комісії:
| Назва комісії                                                                        | Кількісний склад |
| ------------------------------------------------------------------------------------ | ---------------- |
| з питань державного будівництва, діяльності Рад і самоврядування                     | ?                |
| з питань правової політики і судово-правової реформи                                 | ?                |
| з питань соціальної політики та праці                                                | ?                |
| з питань охорони здоров'я, материнства і дитинства                                   | ?                |
| з питань молоді, спорту і туризму                                                    | ?                |
| з питань науки та народної освіти                                                    | ?                |
| з питань культури і духовності                                                       | ?                |
| з питань економічної політики та управління народним господарством                   | ?                |
| з питань бюджету                                                                     | ?                |
| з питань фінансів і банківської діяльності                                           | ?                |
| з питань базових галузей та соціально-економічного розвитку регіонів                 | ?                |
| з питань паливно-енергетичного комплексу, транспорту і зв'язку                       | ?                |
| з питань агропромислового комплексу, земельних ресурсів та соціального розвитку села | ?                |
| у закордонних справах і зв'язках з СНД                                               | ?                |
| з питань екологічної політики                                                        | ?                |
| з питань Чорнобильської катастрофи                                                   | ?                |
| з питань ядерної політики та ядерної безпеки                                         | ?                |
| з питань законності і правопорядку                                                   | ?                |
| з питань боротьби з організованою злочинністю і корупцією                            | ?                |
| з питань оборони і державної безпеки                                                 | ?                |
| з питань Регламенту, депутатської етики та забезпечення діяльності депутатів         | ?                |
| законодавчого забезпечення свободи слова та засобів масової інформації               | ?                |
| з питань прав людини, національних меншин і міжнаціональних відносин                 | ?                |

### Верховна Рада України III скликання
У III скликанні працювали 23 комітети:
| Назва комітету | Кількісний склад |
| --- | ---------------- |
| з питань правової реформи / з питань правової політики | ?                |
| з питань державного будівництва і місцевого самоврядування та діяльності рад / з питань державного будівництва та місцевого самоврядування | ?                |
| з питань соціальної політики та праці | ?                |
| з питань охорони здоров'я, материнства та дитинства | ?                |
| з питань молодіжної політики, фізичної культури і спорту / з питань молодіжної політики, фізичної культури, спорту і туризму | ?                |
| з питань науки і освіти | ?                |
| з питань культури і духовності | ?                |
| з питань економічної політики, управління народним господарством, власності та інвестицій | ?                |
| з питань бюджету | ?                |
| з питань фінансово-кредитної політики / з питань фінансів і банківської діяльності | ?                |
| з питань податкового законодавства (згодом скасовано) | ?                |
| питань промислової політики / з питань промислової політики і підприємництва | ?                |
| з питань паливно-енергетичного комплексу, ядерної політики та ядерної безпеки | ?                |
| з питань будівництва, транспорту і зв'язку | ?                |
| з питань аграрної політики та земельних відносин | ?                |
| у закордонних справах і зв'язках з СНД / у закордонних справах | ?                |
| з питань екологічної політики, природокористування та ліквідації наслідків Чорнобильської катастрофи | ?                |
| з питань парламентського контролю та законодавчого забезпечення правоохоронної діяльності, боротьби з організованою злочинністю і корупцією (розділено на два: з питань законодавчого забезпечення правоохоронної діяльності; з питань боротьби з організованою злочинністю і корупцією) | ?                |
| з питань національної безпеки і оборони | ?                |
| з питань Регламенту, депутатської етики та організованої роботи Верховної Ради України | ?                |
| з питань свободи слова та інформації | ?                |
| з питань прав людини, національних меншин і міжнаціональних відносин | ?                |
| у справах пенсіонерів, ветеранів та інвалідів | ?                |

### Верховна Рада України IV скликання
У IV скликанні працювали 24 комітети:
| Назва комітету                                                                                       | Кількісний склад |
| --- | ---------------- |
| з питань правової політики                                                                           | ?                |
| з питань державного будівництва та місцевого самоврядування                                          | ?                |
| з питань соціальної політики та праці                                                                | ?                |
| з питань охорони здоров'я, материнства та дитинства                                                  | ?                |
| з питань молодіжної політики, фізичної культури, спорту і туризму                                    | ?                |
| з питань науки і освіти                                                                              | ?                |
| з питань культури і духовності                                                                       | ?                |
| з питань економічної політики, управління народним господарством, власності та інвестицій            | ?                |
| з питань бюджету                                                                                     | ?                |
| з питань фінансів і банківської діяльності                                                           | ?                |
| з питань промислової політики і підприємництва                                                       | ?                |
| з питань паливно-енергетичного комплексу, ядерної політики та ядерної безпеки                        | ?                |
| з питань будівництва, транспорту, житлово-комунального господарства і зв'язку                        | ?                |
| з питань аграрної політики та земельних відносин                                                     | ?                |
| у закордонних справах                                                                                | ?                |
| з питань екологічної політики, природокористування та ліквідації наслідків Чорнобильської катастрофи | ?                |
| з питань законодавчого забезпечення правоохоронної діяльності                                        | ?                |
| з питань боротьби з організованою злочинністю і корупцією                                            | ?                |
| з питань національної безпеки і оборони                                                              | ?                |
| з питань Регламенту, депутатської етики та організації роботи Верховної Ради України                 | ?                |
| з питань свободи слова та інформації                                                                 | ?                |
| з питань прав людини, національних меншин і міжнаціональних відносин                                 | ?                |
| у справах пенсіонерів, ветеранів та інвалідів                                                        | ?                |
| з питань Європейської інтеграції                                                                     | ?                |

### Верховна Рада України V скликання
У V скликанні працювали 26 комітетів:
| Назва комітету                                                                                       | Кількісний склад |
| --- | ---------------- |
| з питань правової політики                                                                           | ?                |
| з питань правосуддя                                                                                  | ?                |
| з питань державного будівництва, регіональної політики та місцевого самоврядування                   | ?                |
| з питань законодавчого забезпечення правоохоронної діяльності                                        | ?                |
| з питань боротьби з організованою злочинністю і корупцією                                            | ?                |
| з питань національної безпеки і оборони                                                              | ?                |
| з питань прав людини, національних меншин і міжнаціональних відносин                                 | ?                |
| у закордонних справах                                                                                | ?                |
| з питань європейської інтеграції                                                                     | ?                |
| з питань Регламенту, депутатської етики та забезпечення діяльності Верховної Ради України            | ?                |
| з питань бюджету                                                                                     | ?                |
| з питань фінансів і банківської діяльності                                                           | ?                |
| з питань економічної політики                                                                        | ?                |
| з питань промислової і регуляторної політики та підприємництва                                       | ?                |
| з питань паливно-енергетичного комплексу, ядерної політики та ядерної безпеки                        | ?                |
| з питань будівництва, містобудування і житлово-комунального господарства                             | ?                |
| з питань транспорту і зв'язку                                                                        | ?                |
| з питань аграрної політики та земельних відносин                                                     | ?                |
| з питань екологічної політики, природокористування та ліквідації наслідків Чорнобильської катастрофи | ?                |
| з питань науки і освіти                                                                              | ?                |
| з питань охорони здоров'я                                                                            | ?                |
| з питань культури і духовності                                                                       | ?                |
| з питань сім'ї, молодіжної політики, спорту та туризму                                               | ?                |
| з питань свободи слова та інформації                                                                 | ?                |
| з питань соціальної політики та праці                                                                | ?                |
| у справах пенсіонерів, ветеранів та інвалідів                                                        | ?                |

Також було утворено Спеціальну контрольну комісію Верховної Ради України з питань приватизації.

### Верховна Рада України VI скликання
У VI скликанні працюють 27 комітетів:
| Назва комітету                                                                                       | Кількісний склад |
| --- | ---------------- |
| з питань аграрної політики та земельних відносин                                                     | 23               |
| з питань боротьби з організованою злочинністю і корупцією                                            | 23               |
| з питань будівництва, містобудування і житлово-комунального господарства та регіональної політики    | 17               |
| з питань бюджету                                                                                     | 33               |
| з питань державного будівництва та місцевого самоврядування                                          | 12               |
| з питань екологічної політики, природокористування та ліквідації наслідків Чорнобильської катастрофи | 19               |
| з питань економічної політики                                                                        | 21               |
| з питань європейської інтеграції                                                                     | 10               |
| з питань законодавчого забезпечення правоохоронної діяльності                                        | 17               |
| у закордонних справах                                                                                | 14               |
| з питань культури і духовності                                                                       | 10               |
| з питань науки і освіти                                                                              | 9                |
| з питань національної безпеки і оборони                                                              | 17               |
| з питань охорони здоров'я                                                                            | 12               |
| з питань паливно-енергетичного комплексу, ядерної політики та ядерної безпеки                        | 21               |
| у справах пенсіонерів, ветеранів та інвалідів                                                        | 7                |
| з питань податкової та митної політики                                                               | 18               |
| з питань прав людини, національних меншин і міжнаціональних відносин                                 | 10               |
| з питань правової політики                                                                           | 14               |
| з питань правосуддя                                                                                  | 23               |
| з питань промислової і регуляторної політики та підприємництва                                       | 14               |
| з питань Регламенту, депутатської етики та забезпечення діяльності Верховної Ради України            | 22               |
| з питань свободи слова та інформації                                                                 | 12               |
| з питань сім'ї, молодіжної політики, спорту та туризму                                               | 11               |
| з питань соціальної політики та праці                                                                | 11               |
| з питань транспорту і зв'язку                                                                        | 27               |
| з питань фінансів і банківської діяльності                                                           | 18               |

П'ять Народних депутатів не входять до складу будь-якого комітету.

### Верховна Рада України VII скликання
У VII скликанні працюють 29 комітетів:
| Назва комітету                                                                                       | Кількісний склад |
| --- | ---------------- |
| з питань аграрної політики та земельних відносин                                                     | 29               |
| з питань боротьби з організованою злочинністю і корупцією                                            | 13               |
| з питань будівництва, містобудування і житлово-комунального господарства та регіональної політики    | 16               |
| з питань бюджету                                                                                     | 36               |
| з питань верховенства права та правосуддя                                                            | 13               |
| з питань державного будівництва та місцевого самоврядування                                          | 17               |
| з питань екологічної політики, природокористування та ліквідації наслідків Чорнобильської катастрофи | 14               |
| з питань економічної політики                                                                        | 15               |
| з питань європейської інтеграції                                                                     | 16               |
| з питань законодавчого забезпечення правоохоронної діяльності                                        | 16               |
| у закордонних справах                                                                                | 16               |
| з питань інформатизації та інформаційних технологій                                                  | 9                |
| з питань культури і духовності                                                                       | 10               |
| з питань науки і освіти                                                                              | 10               |
| з питань національної безпеки і оборони                                                              | 13               |
| з питань охорони здоров'я                                                                            | 12               |
| з питань паливно-енергетичного комплексу, ядерної політики та ядерної безпеки                        | 21               |
| у справах пенсіонерів, ветеранів та інвалідів                                                        | 7                |
| з питань підприємництва, регуляторної та антимонопольної політики                                    | 11               |
| з питань податкової та митної політики                                                               | 26               |
| з питань прав людини, національних меншин і міжнаціональних відносин                                 | 9                |
| з питань правової політики                                                                           | 15               |
| з питань промислової та інвестиційної політики                                                       | 14               |
| з питань Регламенту, депутатської етики та забезпечення діяльності Верховної Ради України            | 17               |
| з питань свободи слова та інформації                                                                 | 10               |
| з питань сім'ї, молодіжної політики, спорту та туризму                                               | 9                |
| з питань соціальної політики та праці                                                                | 12               |
| з питань транспорту і зв'язку                                                                        | 17               |
| з питань фінансів і банківської діяльності                                                           | 14               |

| N   | Комітет з питань                                                                            | очолює                           | Партія регіонів | ВО Батьківщина | УДАР                                                                                     | КПУ                                                        | ВО Свобода                                              | Позафракційні |
| --- | ------------------------------------------------------------------------------------------- | -------------------------------- | --- | --- | ---------------------------------------------------------------------------------------- | ---------------------------------------------------------- | ------------------------------------------------------- | --- |
| 1.  | аграрної політики та земельних відносин                                                     | Калетнік Григорій Миколайович    | Калетнік Григорій Миколайович, Сігал Євген Якович, Бобов Геннадій Борисович, Бондар Віктор Васильович, Веревський Андрій Михайлович, Мельник Станіслав Анатолійович, Омельянович Денис Сергійович, Кузьменко Сергій Анатолійович, Пилипенко Володимир Пилипович, Смітюх Григорій Євдокимович, Шаблатович Олег Миколайович, Кулініч Олег Іванович, Волков Олександр Анатолійович, Царьов Олег Анатолійович | Апостол Михайло Володимирович, Бриченко Ігор Віталійович, Кравчук Василь Петрович, Купчак Володимир Романович, Лунченко Валерій Валерійович                                                                                         | Корнійчук Олександр Олександрович, Кутовий Тарас Вікторович, Негой Федір Федорович       | Губар Віктор Іванович, Скарбовійчук Руслан Володимирович   | Бублик Юрій Васильович, Сабій Ігор Михайлович           | Домбровський Олександр Георгійович, Івахів Степан Петрович, Лабазюк Сергій Петрович                                                         |
| 2.  | боротьби з організованою злочинністю і корупцією                                            | Чумак Віктор Васильович          | Джига Микола Васильович, Коржев Анатолій Леонідович, Малишев Володимир Степанович, Табачнік Яків Піневич, Шатворян Вілен Григорович | Гриценко Анатолій Степанович, Москаль Геннадій Геннадійович, Ярема Віталій Григорович | Савчук Юрій Петрович, Чумак Віктор Васильович                                            |                                                            | Осуховський Олег Іванович, Черняков Валерій Вікторович  | Дерев'янко Юрій Богданович |
| 3.  | будівництва, містобудування і житлово комунального господарства                             | Кілінкаров Спірідон Павлович     | Барвіненко Віталій Дмитрович, Бобков Олександр Михайлович, Вечерко Володимир Миколайович, Гержов Юрій Іванович, Любоненко Юрій Вікторович, Мхітарян Нвєр Мнацаканович, Продивус Володимир Степанович, Сальдо Володимир Васильович | Андрієвський Дмитро Йосипович, Зубко Геннадій Григорович, Одарченко Юрій Віталійович | Ткачук Геннадій Віталійович, Чугунніков Віталій Семенович                                | Гончаров Сергій Васильович, Кілінкаров Спірідон Павлович   | Марцінків Руслан Романович                              | |
| 4.  | бюджету                                                                                     | Гєллєр Євгеній Борисович         | Атрошенко Владислав Анатолійович, Буряк Сергій Васильович, Васильєв Олександр Андрійович, Волков Олександр Михайлович, Гєллєр Євгеній Борисович, Деркач Андрій Леонідович, Жеребнюк Віктор Миколайович, Зубик Володимир Володимирович, Куровський Іван Іванович, Ландик Валентин Іванович, Мартовицький Артур Володимирович, Молоток Ігор Федорович, Павлов Костянтин Юрійович, Пресман Олександр Семенович, Струк Володимир Олексійович, Фельдман Олександр Борисович, Хмельницький Василь Іванович, Шуфрич Нестор Іванович, Щербань Артем Володимирович | Дубіль Валерій Олександрович, Канівець Олег Леонідович, Медуниця Олег Вячеславович, Скосар Ігор Євгенійович, Слюз Тетяна Ярославівна, Фищук Олександр Георгійович, Чорноволенко Олександр Віленович, Шкварилюк Володимир Васильович | Дубневич Ярослав Васильович, Путілов Андрій Станіславович, Різаненко Павло Олександрович | Байдюк Лариса Макарівна, Калетник Оксана Миколаївна        | Іллєнко Андрій Юрійович, Михальчишин Юрій Адріянович    | Заболотний Григорій Михайлович, Табалов Олександр Миколайович                                                                               |
| 5.  | верховенства права та правосуддя правосуддя                                                 | Ківалов Сергій Васильович        | Ківалов Сергій Васильович, Колесніченко Вадим Васильович, Мальцев Володимир Олександрович, Мельниченко Володимир Володимирович, Труханов Геннадій Леонідович, Шпенов Дмитро Юрійович | Власенко Сергій Володимирович, Купрейчик Ірина Валеріївна, Петренко Павло Дмитрович | Романюк Роман Сергійович, Чернега Роман Тарасович                                        |                                                            | Махніцький Олег Ігорович                                | Лабунська Анжеліка Вікторівна |
| 6.  | державного будівництва та місцевого самоврядування                                          | Жванія Давид Важаєвич            | Близнюк Анатолій Михайлович, Добкін Дмитро Маркович, Дудка Олександр Іванович, Жванія Давид Важаєвич, Карташов Євген Григорович, Кацуба Володимир Михайлович, Парасків Олег Дмитрович, Пехов Володимир Анатолійович | Бондаренко Володимир Дмитрович, Гладій Василь Іванович, Князевич Руслан Петрович, Федорук Микола Трохимович | Кличко Віталій Володимирович, Новак Наталія Василівна                                    | Буховець Олег Юлійович, Михайленко Ольга Дмитрівна         | Сиротюк Олег Мирославович                               | |
| 7.  | екологічної політики, природокористування та ліквідації наслідків Чорнобильської катастрофи | Сех Ірина Ігорівна               | Балицький Євген Віталійович, Бутківський Віктор Володимирович, Глазунов Сергій Миколайович, Ланьо Михайло Іванович, Мельничук Лариса Юріївна, Чуб Володимир Євгенович | Кальченко Валерій Михайлович, Котеляк Лідія Леонідівна, Лукашук Олег Григорович, Сікора Ольга Мирославівна | Аверченко Сергій Миколайович                                                             | Парубок Омелян Никонович                                   | Сех Ірина Ігорівна, Тягнибок Андрій Ярославович         | |
| 8.  | економічної політики                                                                        | Іванчук Андрій Володимирович     | Безбах Яків Якович, Березкін Станіслав Семенович, Горіна Ірина Анатоліївна, Денисенко Анатолій Петрович, Кальцев Сергій Федорович, Кацуба Сергій Володимирович, Опанащенко Михайло Володимирович, Пономарьов Андрій Вікторович | Іванчук Андрій Володимирович, Ляпіна Ксенія Михайлівна, Шлемко Дмитро Васильович | Пинзеник Віктор Михайлович                                                               | Борита Ольга Василівна                                     | Головко Михайло Йосифович                               | Палиця Ігор Петрович |
| 9.  | європейської інтеграції                                                                     | Немиря Григорій Михайлович       | Бережна Ірина Григоріївна, Дмитрук Микола Ілліч, Задорожний Вячеслав Казимирович, Кіссе Антон Іванович, Льовочкіна Юлія Володимирівна, Нетецька Олена Анатоліївна, Тихонов Віктор Миколайович | Кириленко Іван Григорович, Курпіль Степан Володимирович, Немиря Григорій Михайлович, Тарасюк Борис Іванович | Геращенко Ірина Володимирівна                                                            | Дзарданов Микола Сергійович                                | Панькевич Олег Ігорович                                 | Балога Віктор Іванович, Порошенко Петро Олексійович                                                                                         |
| 10. | законодавчого забезпечення правоохоронної діяльності                                        | Кожем'якін Андрій Анатолійович   | Васильєв Геннадій Андрійович, Журавський Віталій Станіславович, Ільюк Артем Олександрович, Мисик Володимир Юрійович, Олійник Володимир Миколайович, Пшонка Артем Вікторович, Ступак Іван Іванович, Шенцев Дмитро Олексійович | Дубовой Олександр Федорович, Кожем'якін Андрій Анатолійович, Королюк Валентин Анатолійович, Сас Сергій Володимирович, | Паламарчук Микола Петрович                                                               | Герасимчук Михайло Іванович                                | Міщенко Андрій Миколайович                              | Чудновський Віталій Олегович |
| 11. | Комітет у закордонних справах                                                               | Калюжний Віталій Анатолійович    | Звягільський Юхим Леонідович, Калюжний Віталій Анатолійович, Кий Сергій Вікторович, Марков Ігор Олегович, Мірошниченко Юрій Романович, Мураєв Євгеній Володимирович, Солошенко Микола Павлович, Чертков Юрій Дмитрович | Ар'єв Володимир Ігорович, Оробець Леся Юріївна, Полочанінов Володимир Геннадійович | Куренной Володимир Костянтинович, Наливайченко Валентин Олександрович                    | Алексєєв Ігор Вікторович                                   | Шевченко Олександр Оксеньтійович                        | Миримський Лев Юлійович |
| 12. | інформатизації та інформаційних технологій                                                  | Омельченко Валерій Павлович      | Білий Олексій Петрович, Гіршфельд Анатолій Мусійович, Тігіпко Сергій Леонідович, Янукович Віктор Вікторович | Лук'янчук Руслан Валерійович, Турчинов Олександр Валентинович | Мочков Олександр Борисович                                                               |                                                            | Тягнибок Олег Ярославович                               | |
| 13. | культури і духовності                                                                       | Кириленко В'ячеслав Анатолійович | Богословська Інна Германівна, Повалій Таїсія Миколаївна | Бригинець Олександр Михайлович, Кириленко В'ячеслав Анатолійович, Федорчук Ярослав Петрович, Яворівський Володимир Олександрович | Матіос Марія Василівна                                                                   | Левченко Ольга Володимирівна                               | Мартинюк Леонтій Святославович                          | Доній Олександр Сергійович |
| 14. | науки і освіти                                                                              | Гриневич Лілія Михайлівна        | Дзоз Віталіна Олексіївна, Сорока Микола Петрович | Гриневич Лілія Михайлівна, Ємець Леонід Олександрович, Парубій Андрій Володимирович | Павленко Ростислав Миколайович                                                           | Дорохов Антон Миколайович, Зубчевський Олександр Петрович  | Сич Олександр Максимович, Фаріон Ірина Дмитрівна        | |
| 15. | національної безпеки і оборони                                                              | Литвин Володимир Михайлович      | Гриневецький Сергій Рафаїлович, Кінах Анатолій Кирилович, Кузьмук Олександр Іванович, Развадовський Віктор Йосипович, Самойленко Юрій Павлович, Селіваров Андрій Борисович | Забзалюк Роман Омелянович, Стойко Іван Михайлович | Каплін Сергій Миколайович, Побер Ігор Миколайович                                        | Мартинюк Адам Іванович                                     | Сиротюк Юрій Миколайович                                | Литвин Володимир Михайлович |
| 16. | охорони здоров'я                                                                            | Бахтеєва Тетяна Дмитрівна        | Бахтеєва Тетяна Дмитрівна, Біловол Олександр Миколайович, Дейч Борис Давидович, Дудка Володимир Володимирович, Шипко Андрій Федорович | Донець Тетяна Анатоліївна, Ілик Роман Романович, Пазиняк Василь Степанович | Іонова Марія Миколаївна                                                                  | Спіріна Ірина Дмитрівна                                    | Гелевей Олег Іванович, Ханенко Святослав Михайлович     | |
| 17. | паливно-енергетичного комплексу, ядерної політики та ядерної безпеки                        | Мартиненко Микола Володимирович  | Бандуров Володимир Володимирович, Груба Григорій Іванович, Зарубінський Олег Олександрович, Іванющенко Юрій Володимирович, Іоффе Юлій Якович, Ковач Василь Ілліч, Корж Павло Петрович, Кунченко Олексій Петрович, Лелюк Олексій Володимирович, Медяник Володимир Юрійович, Онищенко Олександр Романович, Рудьковський Микола Миколайович, Турманов Віктор Іванович | Васюник Ігор Васильович, Кутовий Вячеслав Григорович, Мартиненко Микола Володимирович, Павелко Андрій Васильович, Пашинський Сергій Володимирович                                                                                   | Ковальчук Віталій Анатолійович                                                           | Мармазов Євген Васильович                                  | Мирний Олександр Борисович                              | |
| 18. | Комітет у справах пенсіонерів, ветеранів та інвалідів                                       | Сушкевич Валерій Михайлович      | Гончаров Анатолій Дмитрович, Морозенко Євгеній Вадимович | Сушкевич Валерій Михайлович, Яценюк Арсеній Петрович | Куніцин Сергій Володимирович                                                             | Кудря Володимир Іларіонович                                | Леонов Едуард Володимирович                             | |
| 19. | підприємництва, регуляторної та антимонопольної політики                                    | Кужель Олександра Володимирівна  | Коваль Олександр Іванович, Лук'янов Владислав Валентинович, Матвієнков Сергій Анатолійович, Мошак Сергій Миколайович, Шаповалов Юрій Анатолійович, Шаров Ігор Федорович | Кужель Олександра Володимирівна, Кучерук Микола Герасимович | Гінка Ярослав Ярославович                                                                | Баландін Сергій Вікторович                                 | Кириленко Павло Веніамінович                            | |
| 20. | податкової та митної політики                                                               | Хомутиннік Віталій Юрійович      | Васадзе Таріел Шакрович, Ващук Катерина Тимофіївна, Герега Олександр Володимирович, Грушевський Віталій Анатолійович, Долженков Олександр Валерійович, Клюєв Сергій Петрович, Наконечний Володимир Леонтієвич, Ничипоренко Валентин Миколайович, Святаш Дмитро Володимирович, Хомутиннік Віталій Юрійович, Циркін Ігор Маркович | Бурбак Максим Юрійович, Вознюк Юрій Володимирович, Сенченко Андрій Віленович, Сергієнко Леонід Григорович, Терьохін Сергій Анатолійович                                                                                             | Ванзуряк Роман Степанович, Продан Оксана Петрівна                                        | Гордієнко Сергій Володимирович                             | Блавацький Михайло Васильович, Кривецький Ігор Ігорович | Єремеєв Ігор Миронович, Петьовка Василь Васильович, Рибаков Ігор Олександрович, Табалов Андрій Олександрович, Тимошенко Віктор Анатолійович |
| 21. | прав людини, національних меншин і міжнаціональних відносин                                 | Пацкан Валерій Васильович        | Гайдош Іштван Ференцович, Герман Ганна Миколаївна, Попеску Іван Васильович | Джемілєв Мустафа, Луценко Ірина Степанівна, Шевченко Андрій Віталійович | Пацкан Валерій Васильович                                                                | Самойленко Василь Петрович                                 | Бенюк Богдан Михайлович                                 | |
| 22. | правової політики                                                                           | Писаренко Валерій Володимирович  | Балога Павло Іванович, Брайко Сергій Борисович, Гузенко Костянтин Олександрович, Дунаєв Сергій Володимирович, Левченко Микола Олександрович, Писаренко Валерій Володимирович, Поляков Василь Леонідович | Катеринчук Микола Дмитрович, Соболєв Сергій Владиславович, Швець Віктор Дмитрович | Агафонова Наталія Володимирівна                                                          | Симоненко Петро Миколайович                                | Мохник Андрій Володимирович                             | Жеваго Костянтин Валентинович, Міщенко Сергій Григорович                                                                                    |
| 23. | промислової та інвестиційної політики                                                       | Воропаєв Юрій Миколайович        | Байсаров Леонід Володимирович, Богуслаєв Вячеслав Олександрович, Бойко Володимир Семенович, Боярський Юрій Іванович, Воропаєв Юрій Миколайович, Горохов Сергій Олександрович, Литвинов Леонід Федорович, Нечаєв Олександр Ігорович, Чечетов Михайло Васильович | Немілостівий Віталій Олександрович, Фаєрмарк Сергій Олександрович | Іщенко Валерій Олександрович                                                             | Бідьовка Володимир Анатолійович                            | Мельник Євген Іванович                                  | |
| 24. | Регламенту, депутатської етики та забезпечення діяльності Верховної Ради України            | Макеєнко Володимир Володимирович | Демидко Володимир Миколайович, Демянко Микола Іванович, Єгоров Олександр Миколайович, Єфремов Олександр Сергійович, Макеєнко Володимир Володимирович, Москаленко Ярослав Миколайович, Скубашевський Станіслав Валеріанович, Федоряк Геннадій Дмитрович | Аваков Арсен Борисович, Бойко Володимир Богданович, Головко Валерій Анатолійович, Дирів Анатолій Борисович, Пишний Андрій Григорович                                                                                                | Гурвіц Едуард Йосипович, Карпунцов Валерій Віталійович                                   | Матвєєв Валентин Григорович                                | Швайка Ігор Олександрович                               | |
| 25. | свободи слова та інформації                                                                 | Томенко Микола Володимирович     | Баграєв Микола Георгійович, Бондаренко Олена Анатоліївна | Абдуллін Олександр Рафкатович, Княжицький Микола Леонідович, Кондратюк Олена Костянтинівна, Стець Юрій Ярославович, Томенко Микола Володимирович                                                                                    | Раупов Рустам Бурханович                                                                 | Голуб Олександр Володимирович                              | Мірошниченко Ігор Михайлович                            | |
| 26. | сім'ї, молодіжної політики, спорту та туризму                                               | Палатний Артур Леонідович        | Аркаллаєв Нуруліслам Гаджиєвич, Бушко Іван Іванович, Жук Микола Васильович, Тедеєв Ельбрус Сосланович | Данілов Віталій Богданович | Палатний Артур Леонідович                                                                | Присяжнюк Олександр Андрійович, Топалов Сергій Валерійович | Янків Ігор Тарасович                                    | |
| 27. | соціальної політики та праці                                                                | Цибенко Петро Степанович         | Лютікова Валентина Іванівна, Семенюк Артем Олексійович, Стоян Олександр Миколайович, Сухий Ярослав Михайлович, Фабрикант Світлана Самуілівна | Денісова Людмила Леонтіївна, Павловський Андрій Михайлович, Хміль Михайло Михайлович | Розенко Павло Валерійович                                                                | Цибенко Петро Степанович, Шугало Роман Васильович          | Зелик Руслан Богданович                                 | |
| 28. | транспорту і зв'язку                                                                        | Колесніков Борис Вікторович      | Борт Віталій Петрович, Демішкан Володимир Федорович, Колесніков Борис Вікторович, Крук Юрій Борисович, Мироненко Михайло Іванович, Момот Олександр Іванович, Остапчук Віктор Миколайович, Пономарьов Олександр Сергійович, Пригодський Антон Вікентійович, Шкіря Ігор Миколайович | Бондарєв Костянтин Анатолійович, Деревляний Василь Тимофійович, Шульга Володимир Петрович | Рябікін Павло Борисович, Сольвар Руслан Миколайович                                      |                                                            | Вітів Анатолій Миколайович                              | Мошенський Валерій Захарович |
| 29. | фінансів і банківської діяльності                                                           | Риженков Олександр Миколайович   | Азаров Олексій Миколайович, Єдін Олександр Йосипович, Клімов Леонід Михайлович, Пінчук Андрій Павлович, Риженков Олександр Миколайович, Фурсін Іван Геннадійович, Яценко Антон Володимирович | Дзензерський Денис Вікторович, Кубів Степан Іванович | Бєлькова Ольга Валентинівна                                                              | Бабич Вікторія Володимирівна                               | Кайда Олексій Петрович                                  | Ляшко Олег Валерійович, Мартиняк Сергій Васильович                                                                                          |
| 30. | Спеціальна контрольна комісія Верховної Ради України з питань приватизації                  | Мармазов Євген Васильович        | Бережна Ірина Григоріївна, Дейч Борис Давидович, Єгоров Олександр Миколайович, Кіссе Антон Іванович, Клюєв Сергій Петрович, Нетецька Олена Анатоліївна | Андрієвський Дмитро Йосипович, Ляпіна Ксенія Михайлівна, Немілостівий Віталій Олександрович, Сенченко Андрій Віленович, Слюз Тетяна Ярославівна, Фаєрмарк Сергій Олександрович                                                      | Бєлькова Ольга Валентинівна, Кутовий Тарас Вікторович, Різаненко Павло Олександрович     | Мармазов Євген Васильович                                  | Леонов Едуард Володимирович                             | |

### Верховна Рада України VIII скликання
У VIII скликанні працюють 27 комітетів:
| Назва комітету                                                                                           | Кількісний склад |
| --- | ---------------- |
| з питань аграрної політики та земельних відносин                                                         | 30               |
| з питань будівництва, містобудування і житлово-комунального господарства                                 | 12               |
| з питань бюджету                                                                                         | 28               |
| з питань державного будівництва, регіональної політики та місцевого самоврядування                       | 16               |
| з питань екологічної політики, природокористування та ліквідації наслідків Чорнобильської катастрофи     | 14               |
| з питань економічної політики                                                                            | 15               |
| з питань європейської інтеграції                                                                         | 13               |
| з питань законодавчого забезпечення правоохоронної діяльності                                            | 19               |
| з питань запобігання і протидії корупції                                                                 | 22               |
| у закордонних справах                                                                                    | 11               |
| з питань інформатизації та зв'язку                                                                       | 8                |
| з питань культури і духовності                                                                           | 8                |
| з питань науки і освіти                                                                                  | 7                |
| з питань національної безпеки і оборони                                                                  | 19               |
| з питань охорони здоров'я                                                                                | 12               |
| з питань паливно-енергетичного комплексу, ядерної політики та ядерної безпеки                            | 22               |
| з питань податкової та митної політики                                                                   | 35               |
| з питань прав людини, національних меншин і міжнаціональних відносин                                     | 10               |
| з питань правової політики та правосуддя                                                                 | 33               |
| з питань промислової політики та підприємництва                                                          | 10               |
| з питань Регламенту та організації роботи Верховної Ради України                                         | 9                |
| з питань свободи слова та інформаційної політики                                                         | 10               |
| з питань сім'ї, молодіжної політики, спорту та туризму                                                   | 7                |
| з питань соціальної політики, зайнятості та пенсійного забезпечення                                      | 7                |
| у справах ветеранів, учасників бойових дій, учасників антитерористичної операції та людей з інвалідністю | 8                |
| з питань транспорту                                                                                      | 20               |
| з питань фінансової політики і банківської діяльності                                                    | 13               |

### Верховна Рада України IX скликання
У IX скликанні працюють 23 комітети:
| Назва комітету | Кількісний склад |
| --- | ---------------- |
| Комітет Верховної Ради України з питань аграрної та земельної політики, | 30               |
| Комітет Верховної Ради України з питань антикорупційної політики, | 18               |
| Комітет Верховної Ради України з питань бюджету, | 34               |
| Комітет Верховної Ради України з питань гуманітарної та інформаційної політики, | 17               |
| Комітет Верховної Ради України з питань екологічної політики та природокористування, | 18               |
| Комітет Верховної Ради України з питань економічного розвитку, | 16               |
| Комітет Верховної Ради України з питань енергетики та житлово-комунальних послуг, | 24               |
| Комітет Верховної Ради України з питань здоров'я нації, медичної допомоги та медичного страхування, | 15               |
| Комітет Верховної Ради України з питань зовнішньої політики та міжпарламентського співробітництва, | 14               |
| Комітет Верховної Ради України з питань інтеграції України з Європейським Союзом, | 9                |
| Комітет Верховної Ради України з питань молоді і спорту, | 7                |
| Комітет Верховної Ради України з питань національної безпеки, оборони та розвідки, | 18               |
| Комітет Верховної Ради України з питань організації державної влади, місцевого самоврядування, регіонального розвитку та містобудування, | 27               |
| Комітет Верховної Ради України з питань освіти, науки та інновацій, | 12               |
| Комітет Верховної Ради України з питань прав людини, деокупації та реінтеграції тимчасово окупованих територій у Донецькій, Луганській областях та Автономної Республіки Крим, міста Севастополя, національних меншин і міжнаціональних відносин, | 16               |
| Комітет Верховної Ради України з питань правової політики, | 22               |
| Комітет Верховної Ради України з питань правоохоронної діяльності, | 25               |
| Комітет Верховної Ради України з питань Регламенту, депутатської етики та організації роботи Верховної Ради України, | 11               |
| Комітет Верховної Ради України з питань свободи слова, | 5                |
| Комітет Верховної Ради України з питань соціальної політики та захисту прав ветеранів, | 9                |
| Комітет Верховної Ради України з питань транспорту та інфраструктури, | 23               |
| Комітет Верховної Ради України з питань фінансів, податкової та митної політики, | 34               |
| Комітет Верховної Ради України з питань цифрової трансформації, | 10               |
| Народні депутати, які не входять до складу жодного комітету, | 9                |